# Estônia nos Jogos Olímpicos de Verão de 2016
Estônia participou dos Jogos Olímpicos de Verão de 2016, que foram realizados na cidade do Rio de Janeiro, no Brasil, entre os dias 5 e 21 de agosto de 2016.
Ganhou a medalha de bronze no Remo Four-Skiff masculino no dia 11 de agosto de 2016, com a marca de 6:10.65.

## Medalhas
| Atleta                                                | Esporte | Evento                    | Medalha |
| ----------------------------------------------------- | ------- | ------------------------- | ------- |
| Tõnu Endrekson Andrei Jämsä Allar Raja Kaspar Taimsoo | Remo    | Skiff quádruplo masculino | Bronze  |